# أدب ألفونسو العاشر
| أدب إسباني |
| --- |
| |
| أدب ألفونسو العاشر أدب العصور الوسطى الترجمات في العصر الذهبي الإسباني أدب عصر النهضة رواية فروسية رواية شطارية رواية بيزنطية ميغيل دي ثيربانتس أدب الباروك أدب عصر التنوير أدب الرومانسية أدب الواقعية أدب الحداثة الأولترايسمو جيل 98 جيل 1914 جيل 27 جيل الخمسينات رواية اجتماعية إسبانية ما بعد الحرب |
| انظر أيضًا |
| نقد أدبي • الانطباعية • رومانسية المدرسة الإبداعية • النقد أدب بورتوريكو • البوم الأمريكي اللاتيني البرناسي • واقعية أدبية • طبعانية الرومانسية الجديدة • العبثية في الأدب • باروكية • واقعية سحرية حداثة • كلاسيكية • سريالية • رمزية                                                                    |

أدب الحكيم ألفونسو العاشر تم من خلاله فهم العمل الأدبي ذات الطابع الغنائي، الطبقي، التاريخي، العلمي والمبتكر والمتمثل في نطاق مكتب ملك قشتاله[ ؟ ] ألفونسو العاشر. وقام ألفونسو العاشر برعاية وبمراقبة وبالكاد شارك بكتابته الخاصة ذلك في مجموعة من المثقفين اللاتينين يهود ومسلمين عُرف بمدرسة طليطلة للمترجمين في التكوين للعمل الأدبي الذي يُعد بداية للنثرالقشتالي.

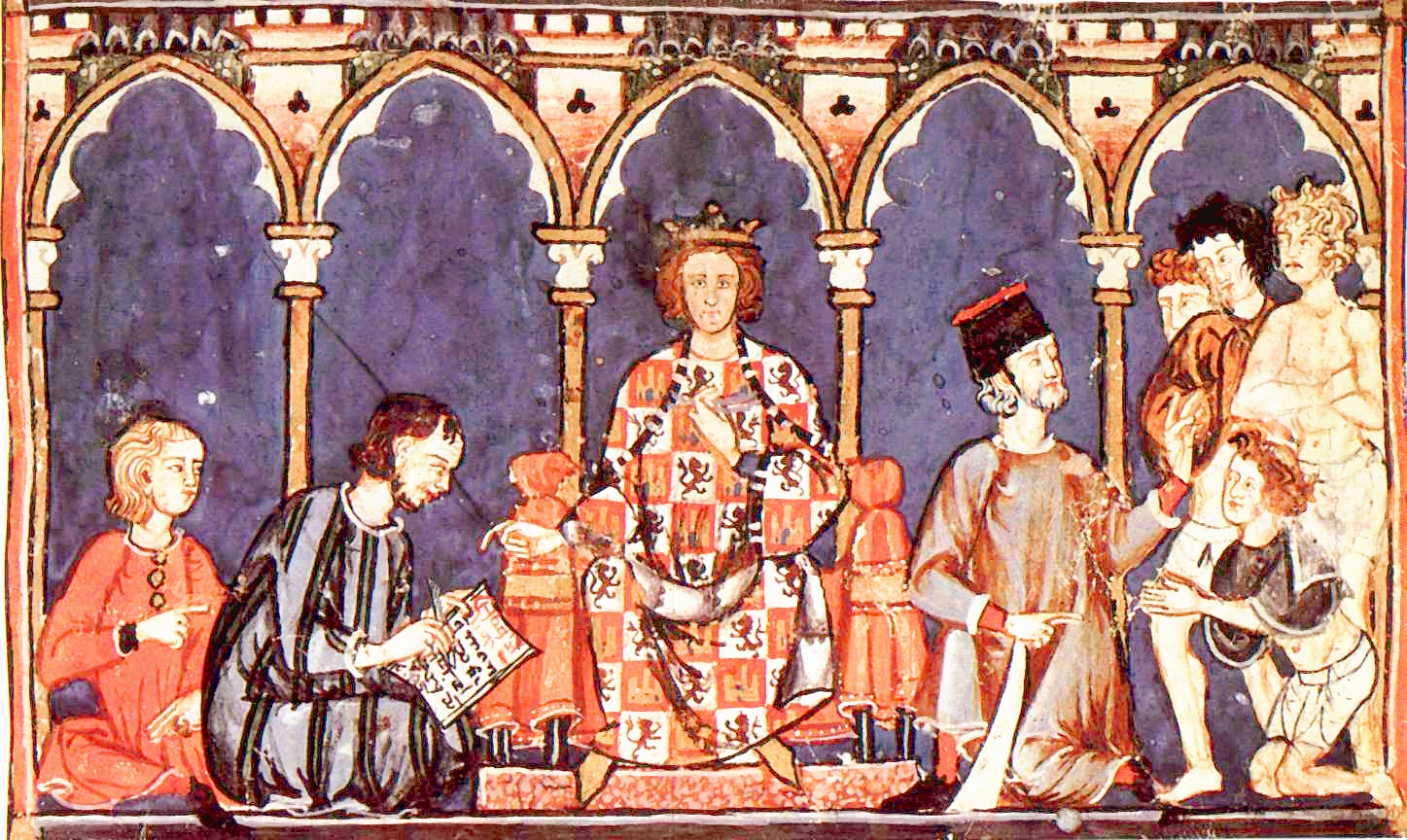
الحكيم ألفونسو العاشر مع معاونيه من المكتب الملكي

تعد المخطوطات المنسوخة للكتاب الألفونسى ذات مستويات فاخرة وخط ذي جودة عالية ومضيئة بغزارة مع المنمنمات.ومن ثم كانت موجهة إلى النبلاء ذوي المناصب الذين يستطيعون دفع ثروة مقابل المخطوطات والذين كانوا يشاركون مشروع استخدام اللغة القشتالية كآلة سياسية لخدمة البلاط الملكي لأن الكتب المستخدمة في الجامعات المتوسطة والدراسات العامة كانت أكثر رُخصاً ويمكن التحكم بها ومكتوبة باللغة اللاتينية، اللغة الاعتيادية المستخدمة بين الأدباء.بينما الأغلبية الكبرى من الأعمال الأدبية للألفونسو تم حفظها فقط في مخطوطات سابقة، بحماية أقل، لذلك فإن المخطوطات الغالية للمكتب الملكي فُقدت أو تدمرت في أي لحظة.
إن اللغة القشتالية المستعملة في أعماله الأدبية متنوعة حيث أنه يوجد هناك أعمال أدبية تقدم القشتالى بتأثيرات من ليون وأخريات يقدمون اللغة أكثر من شرقية ، على الرغم من أنه عادة تم التأكيد على أن التنوع المفُضل كان في طليطلة. بينما من الملاحظ أن ألفونسو العاشر استخدم اللغة الجاليسية البرتغالية في مجال الشعر الغنائي، وهي اللغة التي كُتبت بها لاس كانتيجاس دي سانتا ماريا (بالإسبانية: Cantigas de Santa Maria)‏(1221-1284).

## العمل الغنائي
وفقاً لأيادي البلاط الملكي فإنها مجموعة من القصائد الشعرية من «الازدراء واللعن» مكتوبة باللغة الجاليكية البرتغالية(مجموعة أغاني من الازدراء واللعن)موجهه إلى مجموعه من الرجال كنائسين مثل علمانين وأخرون شعراء متجولون. يوجد العديد من الإهانات المختلفة إلى بيرو دى بونتى -شاعر بلاط أبيه الملكى الحكيم فرناندو الثالث- الذين كانو سيساهمون في مشاجره شديده من المحتمل في الوقت الذي كان فيه ألفونسو[ ؟ ] أميراً.إن إسلوب تللك الأغنيات هزلى ومبتكر ولا يهيب في الصوت الساخر ويتضمن سفه ضد الذين كانو معارضين لملك قشتاله[ ؟ ] المشتقبلى.لكن هم القصائد الغنائية لسانتا ماريا وهي تعتبر عمل غنائي بارز للملك الحكيم وذات أهمية كبيرة سواء من وجهه النظر الأدبيه حتى وجهه النظر الجماليه والموسيقية.

### لاس كانتيجاس دي سانتا ماريا
تعد هي العمل الأدبى الألفونسيني الفريد الغير مكتوب بالغه القشتالية، هي تلك العمل الأدبي ذات الإلهام المريمى والطابع الغنائي التي استخدم لها اللغة الجاليكية البرتغالية.وكانت تتألف من العديد من الأغاني في هذا الكتاب من قبل ألفونسو العاشر بيده. يتضمن حتى لهجة الشخصية في بعض الأغاني التي تأخذ طابع تراتيل من المديح للعذراء.أيضا، في العديد من قصص يظهر العاهل أو أسرهم والشخصيات الرئيسية.
يتكون النص من 427 قصيدة قصصية وغنائية التي تتبنى وزن تختلف من هيكل أغنية أو روندو الامتناع.ذكرت معظمهم حدثاً يدل على المعجرة أو القدسيه باعتبارها حلقه اسطورية، كما جرت العادة في هذا النوع من حياة القديسين.ومع ذلك، فإن عشرة بلمئه من هذه الأغاني هي «أغاني المديح» أو تراتيل في مدح العذراء. هذه الأغاني من الثناء يرافق النتيجة الموسيقية، ويعد واحدا من المعالم الأثرية من العصور الوسطى الموسيقى الإسبانية.
وبالإضافة إلى ذلك، فإن المخطوطات الأربعة التي نقلوها (واحد في مكتبة فلورنسا، وهما في مكتبة الإسكوريال، وآخر في المكتبة الدولية) هي واحدة من أفضل الأمثلة على المنمنمات القوطية التي لا تزال قائمة.
وبدايه من الأغنية رقم أربعمائة، فإن المحتوى لم يعد في الأساس أساطير عن المعجزات لتصبح تعكس التقويم الديني المسيحي لسلسلة من الأحداث ذات طابع طقوسى، مفضلاً الاحتفالات ماريان.

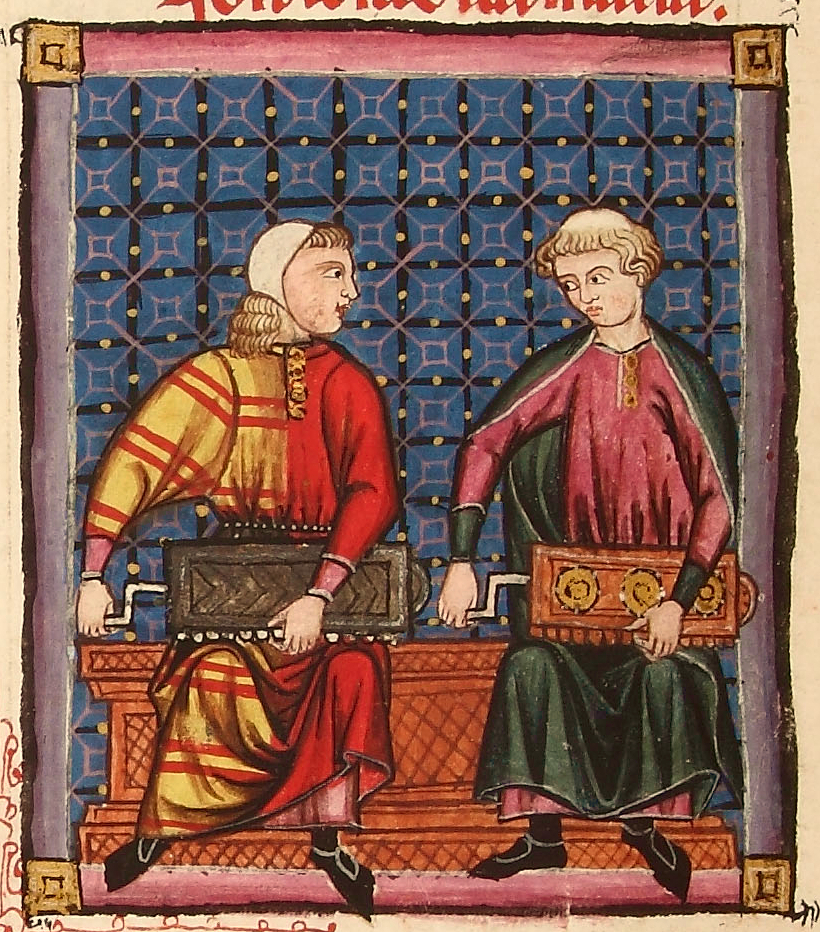
لاس كانتيجاس دى سانتا ماريا

## أعمال نثرية
قبل 1252 عندما توج الملك، الأمير ألفونسو[ ؟ ]، بالإضافة إلى كتابته الأغاني من السخرية، وعلى الأرجح، استضافت بعض تراتيل من المديح لمريم العذراء، ونسخ القصص القصيرة مثل: كليلة ودمنة إلى القشتالية. هذا هو واحد من الأمثلة الأولى (بجانب سندباد[ ؟ ]) التكيف من القصة القصيرة في الأدب العربي إلى اللغة القشتالية، وإذا كان لنا أن نتجاهل هذه القصص الواردة في سجلات ألفونسو من الملاحم والأساطير، هو العمل فقط من الخيال بسبب رعايه ألفونسو[ ؟ ].
وكان أول عمل من المحتوى الديني ويرجع ذلك إلى رعاية ألفونسو العاشر الحكيم، على الرغم منه انه لم يكن مكتوب في صيغته النهائية بللغة الرومانسية، كان عباره عن تجميع وذلك بناء على طلب من الملك برنارد من بريهويجا، قانونى من إشبيلية، التي جمعت مجموعة من كتابات مقدسة (حياة القديسين) في اللاتينية.
كما أنه يجب أيضاً الإشارة إلى أن بعض الأعمال ذات أهمية كبيرة تم فقدانها، مثل النسخة العربية من أسطوره رؤيه محمد للجنه والجحيم. نعرف هذا العمل من النسخة الفرنسية بعنوان كتاب محمد الذي تم إعداده وفقا لقراءة الفهرس، في 1264 مقدمة بأمر من ألفونسو العاشر بلقشتاليه الأصلية.تم توزيع النص على نطاق واسع في القرن الثالث عشر في إسبانيا. وهكذا، تم تكييفها على ملخص إلى اللاتينية من قبل رودريغو من طليطلة في التاريخ العربي وسينضم لمواد تاريخ إسبانيا (الفصلان 488و 489).
أيضاً ترجع إلى القصة الأصلية المسيحية رحلة إلى العالم الآخر بعنوان البرزخ للقديس باترثيو، مع بعض اليقين للفريق الكتابى لألفونسو.
يُمكن تصنيف الأعمال النثريه المحفوظة للملك ألفونسو الحكيم إلى أربعة أقسام حسب الموضوع: عمل تشريعي وتاريخي وعلمي وترفيهي.

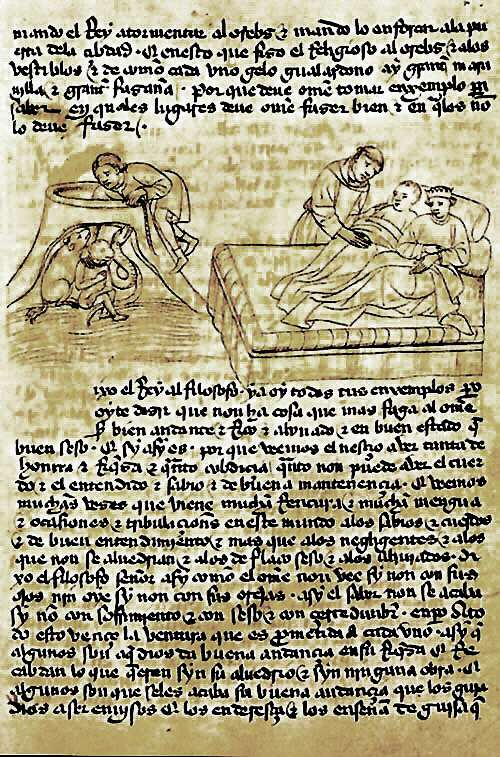
كليله ودمنه

### العمل القانونى
أحس ألفونسو العاشر بضرورة توحيد الهياكل المختلفة للقانون الذي تم استخدامه في قشتاله[ ؟ ] الذي كان يتم تطبيقه من القانون الرومانى للعصور المتأخره مروراً بلقانون القوطى حتى القانون القشتالى.لذلك استخدم القانون المستوحى من قانون جستنيان ذلك الذي كان يتم تدريسه في جامعة بولونيا والمدارس القانونية في جنوب فرنسا بنظام ممنهج ومشفر.

#### الميثاق الملكى
وقد كتب الميثاق الملكي 1252 في جميع أنحاء يلبي متطلبات تقديم قانون موحد للمدن القشتالية التي تم غزوها حديثاً.كان هيكل قانونى متأثراً بحرية القانون، الذي مثل في بداياته ميثاق محلى ممنوح لمدن أغيلار دى كامبو وساهاجون لعام 1255.يسمى أيضاً ميثاق الكتاب وكتاب المجالس في قشتاله والميثاق القشتالى.
لم يكن أبداً الرمز قانوناً قشتالى خالص ولكنه فقط ميثاق ممنوح من قِبل الملك لبعض المدن وفقاً لإرادتهم وكلمعتاد للإستفاده من تجارة تللك المدن ولوضع السلطة الملكية أمام الإقطاعية لتلك الفترة.بلدات مثل بينافيل وسانتو دومينغو دي لا كالثاداو بيجار أو مدريد استقبلوه بصفته قانون محلى حصرى.إلا أنه سرعان ما تحول إلى قانون قشتالى واقعى.كانت القواعد المعلنه واضحة ودقيقه وعادله التي بها حكمت بها مدن كبيرة مثل مملكه قشتاله، خاضعةً إلى تقدير السادة أو المحاكم العموميه.على الرغم من أن تنفيذه كان لا يخلو من الجدل، فرض ألفونسو العاشر في بعض الحالات الميثاق الفعلي خلال اللوائح المحلية، التي تواجه أحيانا النبلاء، ثم جاء لإزالة الامتيازات التي، في رأيهم، استنفدت الحكم الرشيد.

#### المنظار
تم توثيق وجود منظار حيث يشار إلى اننه يعود إلى 1255.هذا العمل يضع الأسس القانونية النظرية عنه لبناء جسم قانونى جدلى، من المحتمل أيضاً انه نقطه انطلاق لباقى الأعمال القانونية لألفونسو، ظلت كتابته غير مكتمله وتحول جزء كبير من موادها إلى استيعاب عمله الضخم في حقل القانون السبع دورات, لم يقدر ابداً على نشره وظروف تكوينه ليست واضحة، من المحتمل انها كانت مسودة لجزء من السبع دورات على الرغم من أن بعض النقاد يقولون بأنها كان عمل متكامل أثناء حكم سانتشو الرابع أو ابنه فرناندو الرابع،

#### السيتيناريو
يعرض السيتيناريو شكل من المنوعات، توافقاً مع مرأه الأمراء، فإن من المحتمل أن السيتيناريو المدعم بواسطة الحكيم فرناندو الثالث ، بدأ يصبح كتاباً اساسياً في القانون الذي بنيته تتفق مع الشفرة السحرية التي كانت رقم ستة،
يتضمن أيضاً معلومات ذات طابع موسوعى حول التضحيات بعيدةً عن الاستخدام القدسى وانعكاسات مختلفه حول عبادة الطبيعة من وجهة نظر وثنيه، بسبب هذا الطابع المختلط فإن النقد قد ترددت في وقت إنشاء هذا النوع الأدبي الذي ينتمي إليه.

#### سبع دورات
تدور حول العمل الأكثر طموحاً لألفونسو العاشر في هذا النطاق، مُكونه بين عامى 1256 و1265 وتجمع النظريات الأساسية من الأعمال السابقة القانونية وتشكل مدونه قانونية ذات طابع عالمى وتطبيق عام لمملكة قشتاله التي تنظم حياة قشتاله في كافة المجالات كلاً من الدينية والمدنيه، استمرت هذه القاعدة القانونية خلال قرون ويصل تأثيرها حتى أيامنا هذه، لم تُسن تللك الدورات في حياة ألفونسو العاشر من المؤكد انه لم يثوصل إلى أن يؤلف طبعه نهائية، تنقسم إلى سبعة أجزاء:

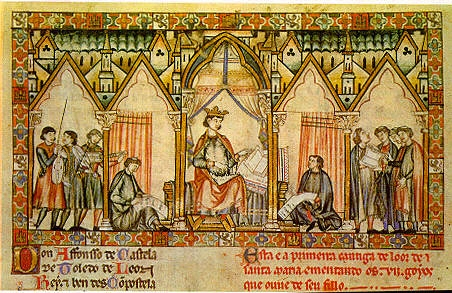
الحكيم ألفونسو العاشر والسبع دورات

- الجزء الأول: يتناول جوهر القانون والتي أصبحت تشغل بشكل أساسي القانون.
- الجزء التانى: تدور حول الحكومة والعلاقات القانونية بيت السادة والتابعين،
- الجزء الثالث: القانون الإجرائي والقانون المدنى،
- الجزء الرابع: يشمل قانون الزواج وقانو العائلات والأنساب والأحوال الاجتماعيه،
- الجزء الخامس: القانون التجارى،
- الجزء السادس: قانون الوصايا والميراث،
- الجزء السابع: القانون الجنائي،

إن البنود التي قسمت فيها لم تفترض مقصورات صارمه، أيضاً نُظمت في 182 عنواناً و 2479 قانوناً تلك التي ترأسها عنوانا يشير إلى محتواها أكثر أو أقل تقريباً.
إن مصادرها تأتى من القانون السابق ل ليون (قاضى الولاية) والأعمال السابقة المشهوده لنفس المملكة الميثاق الملكى ومحتمل جداً المنظار, بلنسبه للجزء الأول أُعيدت صياغة السينتيناريو كمسوده لهذا القسم،
أثر الهيكل المدنى الرومانى من القانون الرومانى المُتأخر والتشريعات للحياة الكنائسية بشكل رئيسى مرسوم جارثيانو والتجميعات القانونية أو المرسوميه،

### العمل التاريخى

#### تاريخإسبانيا
يُعرف تاريخ إسبانيا في نسخة ميننديث بيدال باسم أول مدونة عامة حيث تُعتبر أول تاريخ لإسبانيا بللغه القشتالية، إن محتواه يتضمن زمنياً منذ أصول الكتب المقدسة والأسطوريه في إسبانيا حتى تاريخ الحالى لقشتاله تحت حكم فرناندو الثالث، 

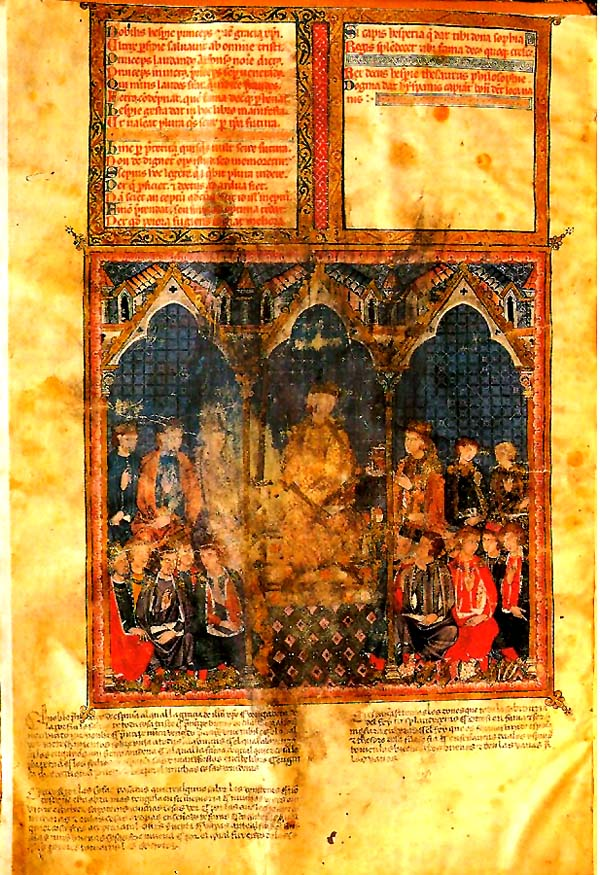
كتابه يدوية لتاريخ إسبانيا

إن هذا العمل له نسختى إصدار، النسخة الأولى تبدأ مع وصول الأمير القشتالى للحكم (1260) وينتهى حوالى عام 1274 والثانية تسمى النسخة الناقدة كانت مُعده بين عامى 1282و1284 تاريخ وفاة الملك.
إن العمل في نسخته الأولى المُكملة في السنين الأولى لفترة عام 1270 يتكون من أربعمائة فصلاً.بينما قام الملك الحكيم في عام 1272 بمشروع آخر أثري حيث كرس له طاقات جديدة: التجميع لتاريخ ذو طابع عالمى بعنوان تاريخ كبير وعامإلى الذي كا سيقاطعه نسخة تاريخ إسبانيا لأن بلإضافة إلى توجيه للشركة الجديدة كمية كبيرة من المصادر الإنسانية، المفهوم التراكمى ومنذ بداية علم التاريخ لتلك الفترة أحدث أن محتويات تاريخ إسبانيا تداخلت بطريقه كبيرة مع بداية التاريخ العالمى.
إلا أن كان تاريخ إسبانيا الذي انتشر وتوسع وخدم في قانون على التاريخ الإسبانى حتى الدخول الجيد للعصر الحديث.وصلت النسخة الفعلية المُعداة من قٍبل ألفونسو العاشر إلى الفصل616.وبلتالى، فإن التناقضات في الفصول الأخيرة من إعادة الصياغة المُجراه بواسطة ميننديث بيدال في عمله أول مُدونة عامهلا ينبغي أن يعزوا إلى إرادة الملك بينما لإستخدام هذا الجزء من قٍبل القس الإسبانى للكتابات اليدويه المتأخره والغير مُرضية.
لسرد تاريخ إسبانيا فإن ألفونسو العاشر رجع إلى الأصول الموجودة في مصادر الكتب المقدسة للمسيح وللإستمرا استخدم قصص خياليه وأساطير من التاريخ اليونانى واللاتينى القديم.وفقاً لتطور القصة تزايد الأسهاب في التفاصيل وعلى كلاً منذ الغزوات الجيرمانيه حتى حكم فيرناندو الثالث التي فيها الأحداث الأكثر وفرة ى تسجيلات والأغاني الملحميه لشبه الجزيرة الأيبيرية.
لكن الأعمال الهامة التي تشرب منها النص الألفونسى هم المدونتين اللاتينيتين الكبريتين الذين دفعو إلى المعرفة المكتملة بتاريخ إسبانيا لذلك الوقت:وقائع العالم (1236) ل لوكس دى توى، أسقف توى، ملقب باسم «التودينسى», و حول الأحداث في إسبانيا(1243)للكاتب رودريجيث خيمينيث دى رادا، أسقف طليطلة، المعروف أيضاً باسم «التوليدانو».بلإضافه إلي ذلك فغن تم استخدام تاريخ إسبانيا في العديد من التدوينات اللاتينيه في العصور الوسطى والكتاب المقدس وعلم التاريخ الكلاسيكى اللاتينى والأساطير الكنائسية والأغاني الملحمية بللغة الرومانسية والمؤرخين العرب.

#### التاريخ الكبير والعام
المقال الرئسى: التاريخ الكبير والعام

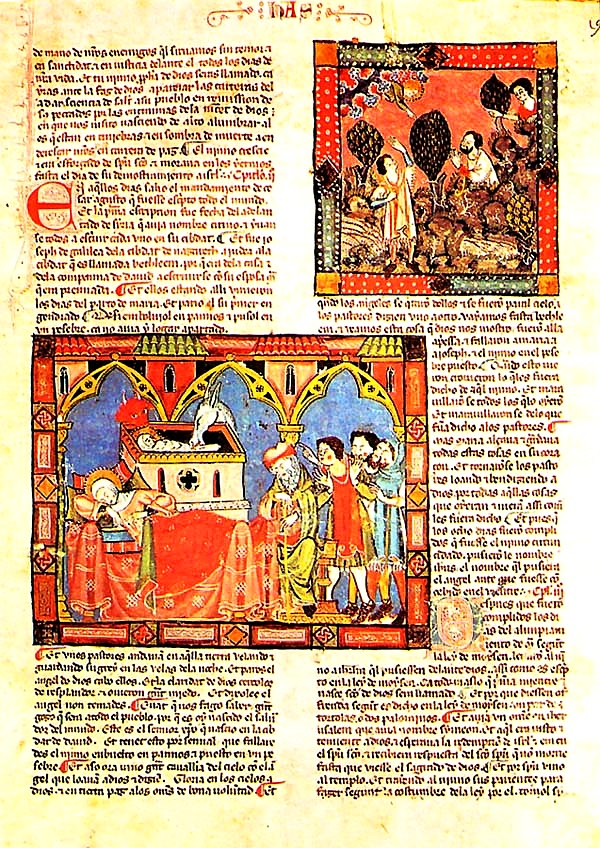
كتابة يدوية لتاريخ كبير وعام (دستور الإسكوريال) للحكيم ألفونسو العاشر

إن هذا العمل شغوف جداً حيث يتمنى أن يكون تاريخ عالمى.ظل ذلك العمل غير مُكتمٍل وذلك لأنه تم اقتطاعه في الجزء السادس. كان تدوينه مُقام، على مايبدو، بعد بضعة أعوام من عام 1272 وذلك عندما كان [[تاريخ إسبانيا]] متقدماً جداً. فإنه من المُحتمل أن ألفونسو العاشر أراد ضم ذلك إلى التاريخ العام ولكن النتيجة السريعة أنه بداية ذلك هو تأخير كبير لعلم التاريخ وحتى أنه منع تكملة تاريخ إسبانيا في شكله النهائي، نظراً للكمية الكبيرة للمثقفين الذين كانو منشقين إلى هذه الشركة التاريخية الثانية الضخمة.
على الرغم من أنه يمتلك مصادر وصفات مشتركة مع [[تاريخ إسبانيا]] ، فإنه في تلك الحالة حاز على الاهتمام من قٍبل الكتاب المقدس والكُتاب الكلاسيكيون المتوفرين في المكتب الملكى، هؤلاء هم الذين أبقو على قيد الحياة صلاحيتها في العصور الوسطى التقليدية، مثل أوبيدو (جزء جميل من كتاباته ما وراء الطبيعة يتم تضمينها في نص من التاريخ العام), ولوكانو أو اسمه الزائف كاليستينيس الذي كان يوفر اخبار عن حياة أليخاندرو ماجنو.
إن الهدف من هذا العمل يظهر في النص التالي:
انا السيد ألفونسو[...] بعد ان قد ساعدت الكتير من الكُتاب والكاتٍبات من الأفعال القيديمة اخترت منهم الأكثر منهم صدقاً والأفضل الذي عرفته وعملته لصنع هذا الكتاب.وأرسلت لوضع كل التواريخ المُشار غليها جيداً جداً لكل قصص الكتاب المقدس مثل الأشياء الأخرى الكبيرة التي حلت بلعالم منذ كان أن يبدأ حتى وقتنا الحالى.
بنفس الطريقة التي حدثت في [[تاريخ إسبانيا]]، الهدف المُعى إليه هو ربط ملَكيته بلتاريخ منذ نشأة التواريخ حتى وصوله للحك، من المؤكد ان الحكيم ألفونسو العاشر كان طموحاً للقب الإمبراطور. تدور حول شركة سياسية التي كانت تطمح إلى وضع قشتاله[ ؟ ] على رأس الممالك المسيحية لشبه الجزيرة ولذلك فإن البلاط الملكى وفر تبرير تاريخى مُناسب.

### العمل العلمى
إن إنتاج الكتب العلمية للمكتب الإقليمى متنوع وينتج من التقدم العلمى الأندلسى. يجمع الابيداريو بين دراسة خصائص الأحجار مع الطب وعلم الفلك والبكاتريكس تُعتبر وثيقه سحرية يونانيه لتقليد أفلاطونى. لكن الغالبية منهم يشملو العلم الأقصى لذلك الوقت وهو علم الفلك الذي كان يُعتبر هو الطالب المتفوق للرياضيات في ذلك الوقت على الرغم من انه رافق معارفه مع علم التنجيم. لذلك الحقل من المعرفة ينتمى كتاب معرفة علم التنجيم-الذي يجمع عدة وثائق حول تصنيع أدوات الملاحظة والقياس مثل: الأسطرلاب وصفيحة أزراكيل وساعات إسحاق بن سيد-، وكتاب منطقة الوجه والكتاب المتأمل في حركة النجوم وكتاب الصلبان(الذي يدور حول علم التنجيم القضائي)وشرائع الباطنى(هي ترجمة للوثيقه العربية ل بن جابر البتانى و، ربما، الأكثر تأثيراً: الجداول الألفونسية، هي جداول فلكية تتمع بانتشار واسع في كل أوروبا.

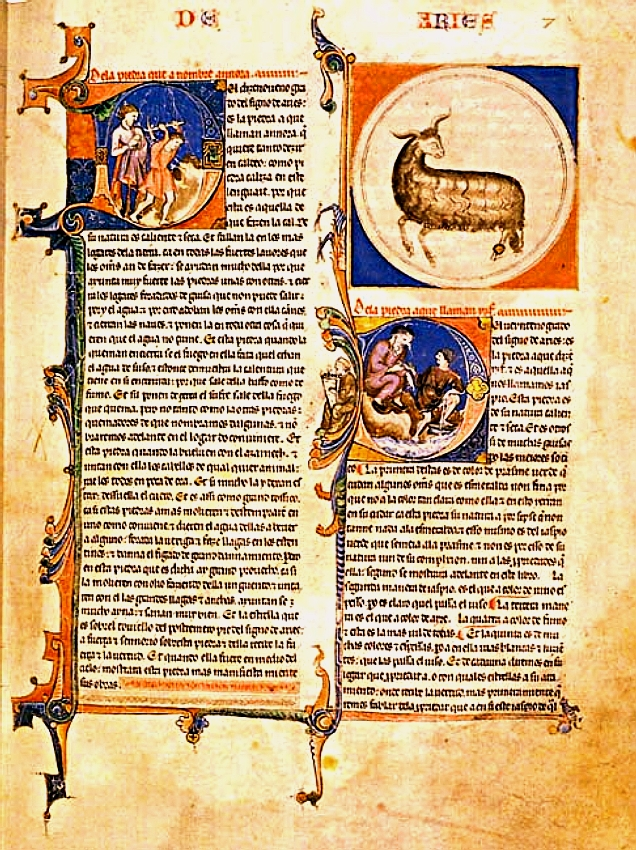

#### اللابيداريو
المقال الرئيسى: اللابيداريو
إن اللابيداريو هو وثيقه سحرية وطبية تقترب من خصائص الأحجار متعلقاً بعلم الفلك مُوثقاً حوالى عام 1250 الذي يُحفظ في مكتبة الإسكوريال. من الممكن انه تم تعديلها والإضافة عليها وتنظيمها بين عامى 1276 و1279.
كان هذا العمل مُمتداً في عام 1279 مع كتاب الشكال والصور الموجودة في السماوات، يُعرف كثيراً بعنوان جداول اللابيدريو. إن الكتاب هو مُلخص لوثائق يونانية وهيلينستية وعربية من المُحتمل أن تم تكميلتها بواسطة يهودا بن موشيه وهو طبيب ملكى ويُلقب أيضاً فلكى.
إن الدستور مُنير بواسطة خمسون صورة مُصَغرة من حيوانات البروج. في ذلك النوع من الوثائق للعصور الوسطى ذات الأصل العربي عن الفضائل العلاجية والسحرية من الأحجار، ولعب علم التنجيم دوراً كبيراً، ثُم عدّل خصائص هؤلاء.

#### الكتاب المُتأمل في حركة النجوم
تدور حول تكيف لوثيقة بن أراجيل (الأبينراجيل المسيحين)مُترجمة في عام 1254 بواسطة يهودا بن موشيه. قارن، كما هو مُعتاد، علوم الفلك مع علم التنجيم. إنشغل بعلامات البروج والنباتات وبلادهم وتحركات الأجرام السماوية وتأثيرها على حياة الإنسان.

#### الجداول الألفونسية
المقال الرئيسى: الجداول الألفونسية
هي عبارة عن جداول فلكية تحتوى على الأوضاع الحالية للأجرام السماوية الموجودة في طليطلة منذ الأول من يناير لعام 1252، هو عام تتويج الملك ألفونسو[ ؟ ]، واللواتى يبلغن عن حركة الأجرام السماوية المعنية. وصل تأثير تلك الجداول إلى أوروبا بعد مُراجعة فرنسية لبدايات القرن الرابع عشر والذي وصل إستخدامه حتى عصر النهضة.
إن الهدف من تلك الجداول هو الحث على مُخطط لممارسة الاستخدام لحساب موقع الشمس والقمر والكواكب وفقاً لنظام بطليموس. تتوقع النظرية المرجعية الحركات وفقاً للأفلاك الدائرية واختلافاتها. خلال أوقات كثيرة كانو القاعدة لكل التقويمات الفلكية التي نُشرت في إسبانيا.
نتجت المُلاحظات الأصلية من عالِم الفلك العربي القرطبى من القرن الحادى عشر إبراهيم بن يحيى الزرقاليو المُراجعة لنفس الجدول وُجدت في المُلاحظات المُجراة في طليطلة بواسطة العلماء اليهود التابعين للألفونسو وهم يهودا بن موشيه وإسحاق بن سيد وذلك بين عامى 1262و1272.

### العمل الترفيهى
من بين هذه الأعمال الرياضية أو الترفيهيه للنبلاء، وجدوا مخطوطة لتربية الصقور لمحمد بن الله البيطار (يُلقب أيضاً من قِبل المسيحين باسم مؤامين، صياد صقور عربي من القرن التاسع)و كتاب الحيوانات التي تصطاد وكتاب عن ألعاب الطاولة إلى يصف ويُعلِم لعبة الشطرنج (على الرغم من أنه يمتلك قواعد مختلفة بعض الشئ عن الحديثة)والنرد والطاولة. قد وصلت أيضاً خصائص تلك اللعبتين الأخيرتين حتى اليوم في لعبة الطاولة والكيركى على التوالى.

#### كتاب الألعاب
يُسمى أيضاً كتاب الشطرنج والنرد والطاولة، هو وثيقة الشطرنج الأكثر قِدماً التي تُحفظ في أوروبا وتضم 98 صفحةً مُصورة بلعديد من الصور المُصغرة التي تُظهر أوضاع الألعاب.

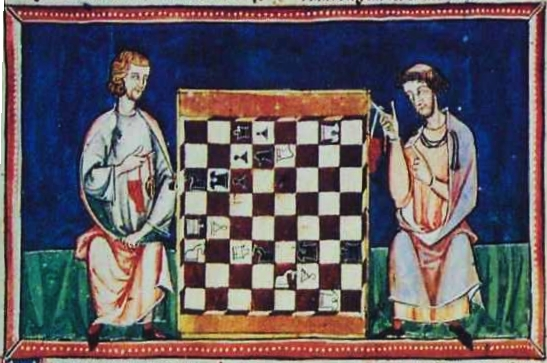
مشكلة الشطرنج رقم 35 من كتاب الألعاب

يُعد واحداً من أم الوثائق لبحث ألعاب الطاولة. إن المصدر الوحيد المعروف يوجد في مكتبة دير الإسكوريال. تُحفظ نسخمه من عام 1334 في مكتية الأكاديمية الملكية للتاريخ.
توثق الحالة والقواعد للشطرنج من العصور الوسطى لذلك الوقت الذي أَنتج في الممالك المسيحية قبل الإسلام. إن الشطرنج في القرن الثالث عشر مُختلف عن الحديث، ظهر من الثورة التي استنتجت الشطرنج إلى الغاضبة في القرن الخامس عشر وأشار لويس راميريث دى لوثينا في وثيقته لفترة ناهضة تِكرار الحب والفن للشطرنج (سالامانكا،1497).بشكا أساسي تدور حول لعبة أكثر بُطئاً، مع احتمالات أقل في الحصول على الانتصار بواسطة كش ملك وكل وثائقه التربوية (مثل وثيقة الملك الحكيم) أعطوا أهمية أكثر إلى الحل التخيلى للمُشكلة الشطرنجية.
نُظرت أيضاً: الحكيم ألفونسو العاشر والشطرنج.

### العمل المفقود
نعرف بوجود أعمال أخرى هامة مُوثقة بواسطة مكتب الألفونسى اللواتى لم يصلن أي وقتنا الحالى، على الأقل في نسختها النهائية بللغة القشتالية.حدث بلمثل مع مقياس محمد وهو عمل أدبى بللغة القشتالية في عام 1264 حيث وصلت إلينا في نسخة لاتينية ومُترجمة إلى اللغة الفرنسية. وأيضاً وصل إلينا في بللغة الفرنسية كتاب أسرار الطبيعة على الرغم من أنه امتلك صياغة قشتالية ثم يُخبر في المُقدمة أن الملك الحكيم أمَرأن يتم تصريفها في اللغة اليونانية الأصلية ونسخة متوسطة في اللغة اللاتينية. حُفظ فقط من كتاب راثيليس نسخته اللاتينية المُترجمة في عام 1259 من المُحتمل أن تكون بواسطة خوان داسبا.

## أهمية عمله
لا يزال الجدل قائماً حول طريقه مشاركة ألفونسو العاشر في العمل الذي روجه. مما لا يدعو للشك هو أنه بلإضافه إلى دفع ورعاية وإدارة العمل الذي أنتجه، فهو كان المسؤول عن اختيار الكُتب التي كان سيتوجب تأليفها بلإضافه إلى مراقبة وبجديه النتيجة النهائية.
يُمكن التأكيد، بلإضافه إلى ذلك، حيث دخل في مُسائلات عن الأسلوب، بواسطته مسؤوليته في التركيز في النثر القشتالى وذو أهمية كبيرة، مصححاً مقاطع بيده. لذلك، أوضح في كتاب منطقة الوجه أن:
استوعب الأسباب التي فهمها كانو نحل وانحناءات ولم يكونوا قشتالى حق ووضع الأخريات التي فهمها التي أكملوها؛ وعندما تكون لغة، فقط يعرف وحده كتاب منطقة الوجه، أبودية دييرموند (2001).صفحة 171.
بداية من عمله فإن القاعدة المُستخدمة في القشتاليه تحركت من الأستخدام في منطقة برغش إلى طليطلة. إن الحلول النحوية واللغويه التي توجب على ألفونسو العاشر وضعها تطلبت جهداً ملحوظاً لأنهم منشقون بشكل كبير من الحاجة لترجمة لغات بتطور تقنى وأدبى متقدم جداً مثل: اللاتينية والعربية أوالعبرية بينما الرومانسية القشتاليه أبتعدت عن التقليد الأدبى متواجدة في الميادين العلمية والإنسانية التي أحاطها الملك الحكيم.أثر ذلك على نقص المفردات كما اثر على وصلات الجُمل المعقدة. بلإضافه إلى كل ذلك، لم يتوقف النثر الألفونسى عن استخدام المصادر النحويه القيمة وعلى كلاً إذا قارناهم مع الذين يعرضون لغات الثقافة المُعاصرة للفترة. إلا أن كان إثراء النثر القشتالى فذاً.
إن أغلبية البوادر اللغوية تنتج من اللاتينية ودمجها فرض زيادة ملحوظه للكلمات القشتالية وبفضل استخدام الكلمات الجديدة التي كيفت بخفة صوتها لإستخدام اللغة الرومانسية. عندما كانت تظهر كلمة لأول مرة في الكتابة كانت مُعرفه وبداية من تلك اللحظة توافق بشكل طبيعى مع باقى العمل. أيضاً نتج، وفقاً لوحدة الكتابة الألفونسية ولعمل المدير للملك، تنظيم في كل مستويات اللغة.
لا يجب نسيان أن حركة كل عمله متضمناً عمله الأدبى، هي فكرة السيطرة السياسية لقشتاله كرأس مشروع الذي يسجل الأسبقية الملكية والكنائسية القوطية لطليطلة والذي يمتلك استمراريته في شغف ألفونسو العاشر لضم ممالك إسبانيا تحت الصولجان الإمبراطوري. على الرغم من أنه لم يستطع الحصول على التتويج، التي كانت أمنيته، إمبراطور، نفس المفهوم لتاريخ إسبانيا ينم عن فكرة توحيد أراضي شبه الجزيرة الأيبيرية على الرغم من أنه كانت حقيقه أكثر جغرافية وذات مفهوم من أن تكون موثراً سياسياً. لكن المرور المعروف للعمل التاريخى المذكور حيث يصف الجغرافية الإسبانية كصوت مديحى —<<بحمد إسبانيا كيف هي مُكتملة في جميع الأحوال الجيده>>— لديه الأسبقية في واحد مشابه للقديس ايسيدورو من إشبيلية، جرثومه الوعى لوحدة سياسية والمشكلة المُدعاة إليها وكينونة إسبانيا في الفِكر المُتقدِم.